# Schalkwijk (Utrecht)
Pour les articles homonymes, voir Schalkwijk.

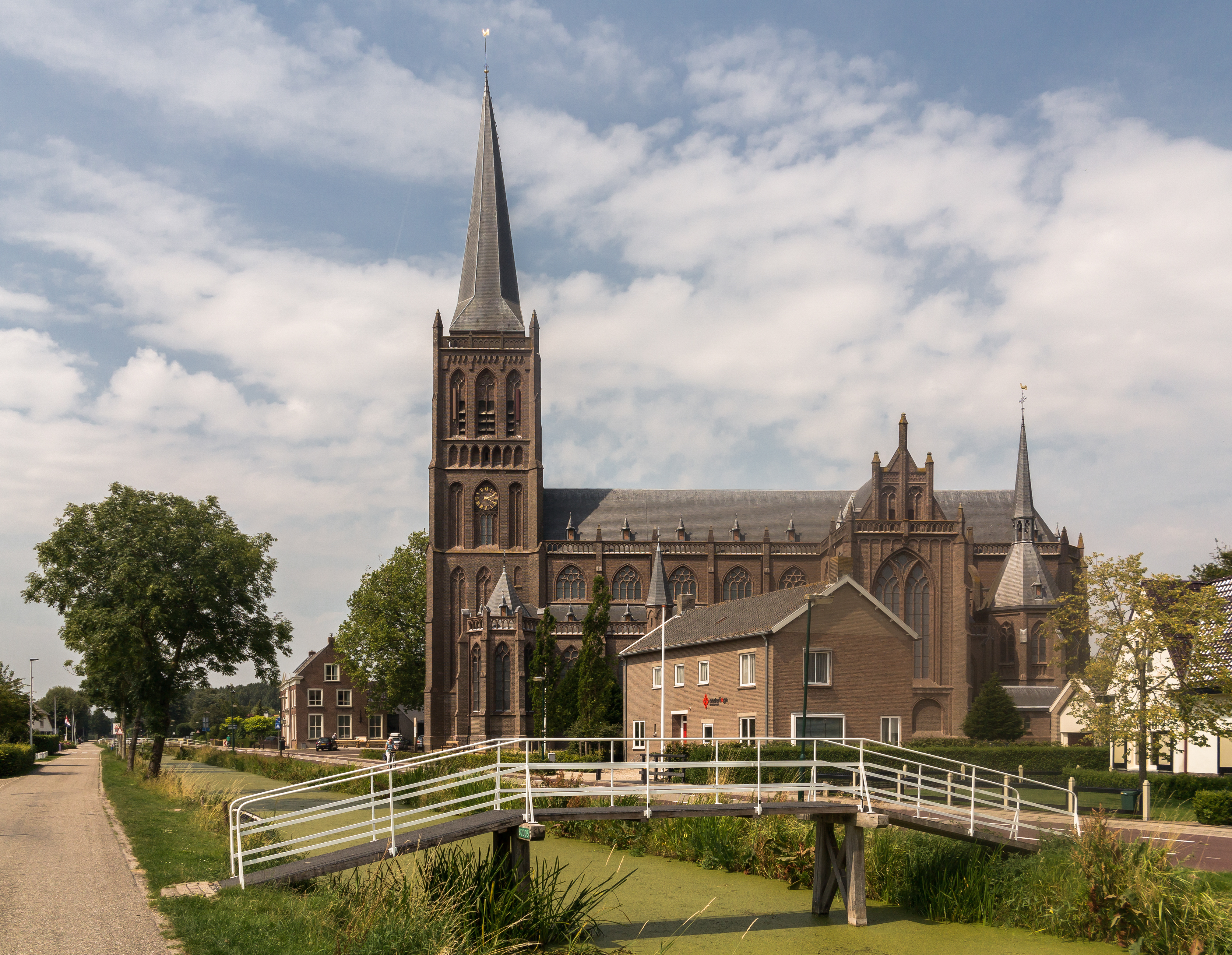
Schalkwijk, église: de Sint Michaëlkerk

Schalkwijk est un village situé dans la commune néerlandaise de Houten, dans la province d'Utrecht. Le 1er janvier 2005, le village comptait 1 973 habitants.

## Histoire
Schalkwijk était une commune indépendante jusqu'au 1er janvier 1962, date de son rattachement à Houten.
Jusqu'en 1935, Schalkwijk avait une gare ferroviaire sur la ligne de chemin de fer reliant Utrecht à Boxtel.

## Personnalités
Le sculpteur Ruud Kuijer est né à Schalkwijk en 1959.